# Уэст-Самосет (Флорида)
Уэст-Самосет (англ. West Samoset) — статистически обособленная местность, расположенная в округе Манати (штат Флорида, США) с населением в 5507 человек по статистическим данным переписи 2000 года.

## География
По данным Бюро переписи населения США статистически обособленная местность Уэст-Самосет имеет общую площадь в 3,63 квадратных километров, водных ресурсов в черте населённого пункта не имеется.
Статистически обособленная местность Уэст-Самосет расположена на высоте 12 м над уровнем моря.

## Демография
По данным переписи населения 2000 года в Уэст-Самосет проживало 5507 человек, 1246 семей, насчитывалось 1814 домашних хозяйств и 2065 жилых домов. Средняя плотность населения составляла около 1517,08 человек на один квадратный километр. Расовый состав населённого пункта распределился следующим образом: 60,40 % белых, 27,09 % — чёрных или афроамериканцев, 0,33 % — коренных американцев, 0,84 % — азиатов, 0,02 % — выходцев с тихоокеанских островов, 2,63 % — представителей смешанных рас, 8,70 % — других народностей. Испаноговорящие составили 22,23 % от всех жителей статистически обособленной местности.
Из 1814 домашних хозяйств в 41,3 % воспитывали детей в возрасте до 18 лет, 38,9 % представляли собой совместно проживающие супружеские пары, в 22,8 % семей женщины проживали без мужей, 31,3 % не имели семей. 23,6 % от общего числа семей на момент переписи жили самостоятельно, при этом 12,7 % составили одинокие пожилые люди в возрасте 65 лет и старше. Средний размер домашнего хозяйства составил 2,88 человек, а средний размер семьи — 3,38 человек.
Население статистически обособленной местности по возрастному диапазону по данным переписи 2000 года распределилось следующим образом: 33,6 % — жители младше 18 лет, 11,1 % — между 18 и 24 годами, 28,4 % — от 25 до 44 лет, 13,7 % — от 45 до 64 лет и 13,0 % — в возрасте 65 лет и старше. Средний возраст жителей составил 28 лет. На каждые 100 женщин в Уэст-Самосет приходилось 94,6 мужчин, при этом на каждые сто женщин 18 лет и старше приходилось 85,6 мужчин также старше 18 лет.
Средний доход на одно домашнее хозяйство статистически обособленной местности составил 30 047 долларов США, а средний доход на одну семью — 31 379 долларов. При этом мужчины имели средний доход в 22 348 долларов США в год против 20 761 доллар среднегодового дохода у женщин. Доход на душу населения статистически обособленной местности составил 30 047 долларов в год. 17,6 % от всего числа семей в населённом пункте и 18,8 % от всей численности населения находилось на момент переписи населения за чертой бедности, при этом 26,3 % из них были моложе 18 лет и 8,5 % — в возрасте 65 лет и старше.